# Rozptýlení pro pozůstalé
Rozptýlení pro pozůstalé je osmé album skupiny Sto zvířat z roku 2007; bylo oceněno Andělem v kategorii ska & reggae.

## Seznam skladeb
1. Nejkratší cesta
2. Alice se dala na pití
3. Poprvé
4. Slečna s kosou
5. Magnetický chlapec
6. Metrosexuál
7. Žižkov
8. Neláskou opilí…
9. Mámivá noc v zálivu Kariboo
10. Sled nešťastných náhod
11. Kocour
12. Zub
13. Večírek pod psa
14. Kronika ohlášené smrti
15. Varieté